# Кампионе дел Гарда
Кампионе дел Гарда (итал. Campione del Garda) је насеље у Италији у округу Бреша, региону Ломбардија.
Према процени из 2011. у насељу је живело 153 становника. Насеље се налази на надморској висини од 65 м.